# 桂柳反攻作戰
桂柳反攻作戰，是1945年4月至8月，中國第2、第3方面軍在廣西省龍州、南丹、全州、陽朔地區對日軍第6方面軍展開反攻作戰。當時盟軍已攻佔硫磺島及琉球群島，日本本土日形危急。4月，日軍根據其第6方面軍縮短防線的計劃，將第22、第58師團及第13師團一部撤退西江兩岸及南寧，以集中兵力，防止中國守軍反攻。
蔣介石乃下令東南戰場在陸軍總司令何應欽指揮下，發動桂柳反攻作戰。張發奎的第二方面軍以第46軍一部攻佔都安後，出都陽山脈奪取邕寧；湯恩伯的第三方面軍一部直取柳州，越城嶺山脈攻略桂林。國軍於1945年5月27日克邕寧，日軍向龍州、柳州撤退。國軍於6月30日收復柳州。尔后，第3方面军所屬之國民革命軍第二十軍、國民革命軍第二十九軍兵分3路，沿桂柳公路和湘桂鐵路向桂林進軍，至7月17日，克复雒容、中渡和黄冕，日军退守永福，凭险顽抗；7月24日，攻克桂林南方门户永福；此时，一部沿桂柳公路克荔浦、白沙、阳朔，直逼桂林近郊；另一部攻克百寿，遂三面会攻桂林。國民革命軍第九十四軍向义宁，國民革命軍第二十六軍向全县、兴安间攻击前进，7月10日袭取南圩，26日克义宁，向桂林近郊推进。
在國軍總攻加上日軍收縮防線等因素下，國軍在反攻初期進軍順利，第三方面軍部隊在7月28日收复桂林，续向东追击。。
1945年8月9日國軍第三方面軍往桂林東北進軍企圖收復全縣，國軍戰史所述部隊在8月12日遭到埋伏在全縣周遭的日軍集結戰車與步兵部隊發動逆襲撤退，在8月13日時全縣遭到日軍奪回。但按照日軍記載，當時第11軍軍部尚在全州縣未能撤入湖南省，軍部周遭有第58師團、獨立混成第22旅團、獨立混成第88旅團等部隊駐防。因此國軍低估了在全縣的實際兵力規模，也未有實際控制全縣全境。
1945年8月14日，國民革命軍第5師再克白沙；二十軍所屬第133师将侵入鹹水的日军击退。此时，二十軍再次向全縣发动攻击，日军逐步向廣西省东北方向撤退。8月16日，第133师主力攻击马鞍岭、美女梳妆高地的日军。同日上午，东线国军攻入梧州，生擒城内日军100多人，广西东部全境光复。8月17日拂晓，第三方面軍沿公路再度向全县發動攻击，上午10时许攻入全县城，进至全县南郊的预备第11师亦随后攻入，日军則繼續沿著公路朝全縣東北的黄沙河及东安撤退。8月18日，第134师克复黄沙河，至此广西全境光复。国军挺进湖南境内。8月21日，第26军第41师收复东安；第134师追击队收复零陵，残余日军向衡阳撤退。
桂柳战役后期，美國于1945年8月9日對日本長崎投下原子彈，蘇聯于8月8日对日宣战，8月15日日本天皇宣布投降。
1945年8月21日，零陵光复，桂柳反攻作戰結束。 隨後攻擊部隊改變任務進行日軍繳械任務。
根據日本戰後出版的部隊史《若松聯隊回想錄》，日軍僅第13師團下轄的步兵第65聯隊，就確定至少有582人於桂柳反攻作戰中作戰陣亡（單指被國軍擊斃，不包括病死與意外身亡），其中包括第1大隊大隊長田畑少佐、第10中隊中隊長滿山中尉、步兵炮中隊中隊長中倉中尉在內的5名軍官。

## 外部連結
最後の勝利～独立混成第八八旅団（沖天）戦記～ （页面存档备份，存于）